# Befana

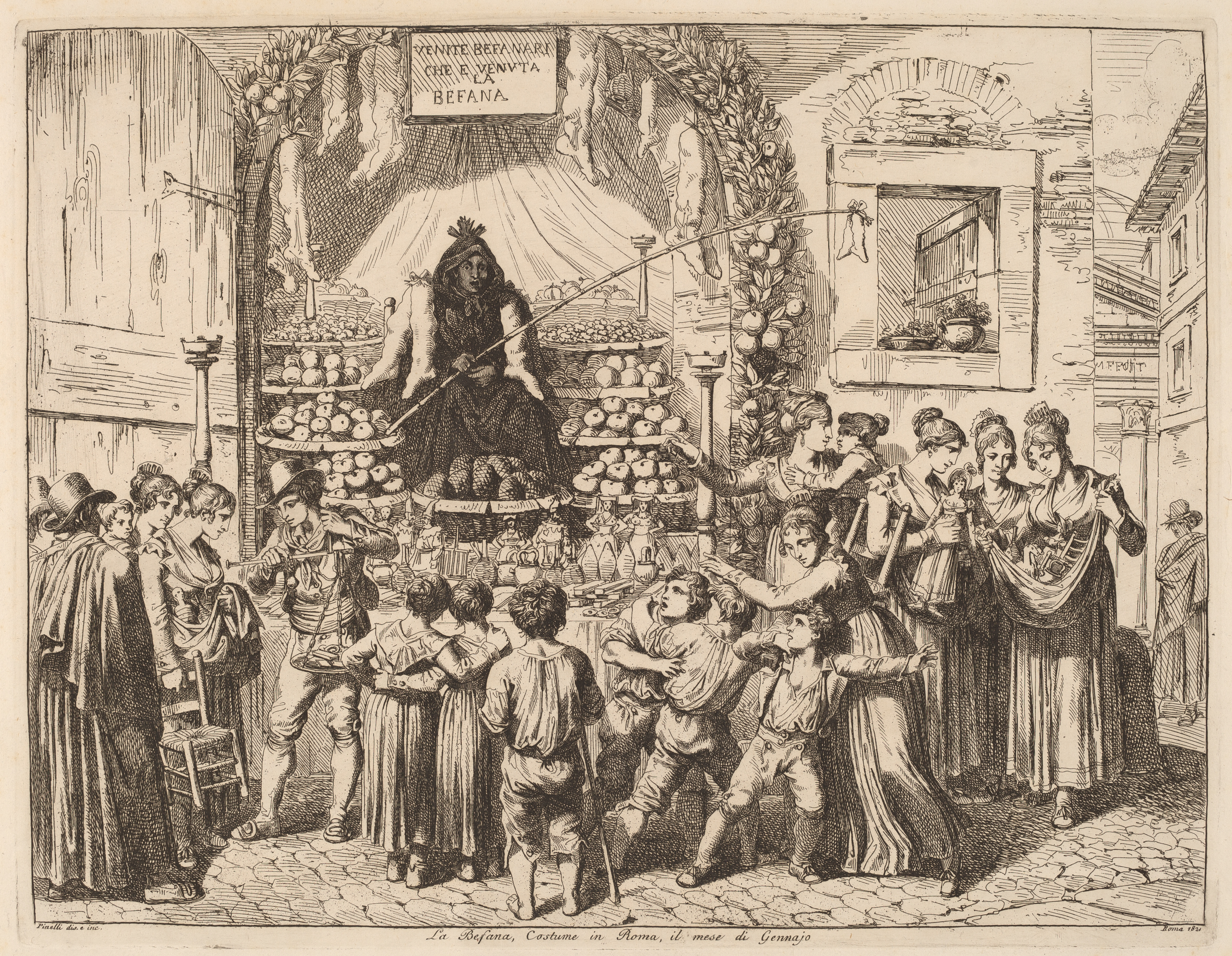
La Befana deelt cadeautjes uit, 1821

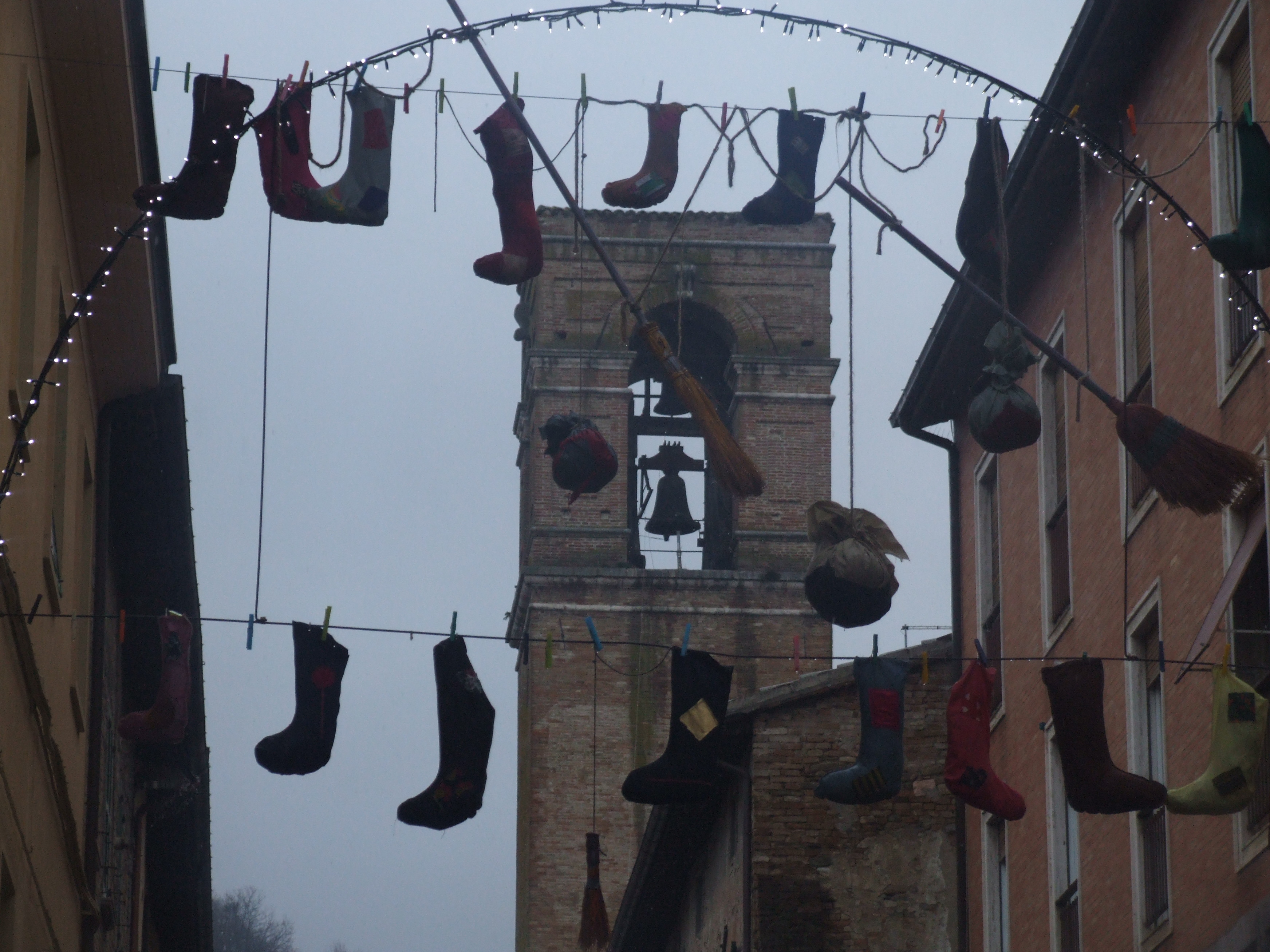
Versieringen voor het feest van La Befana

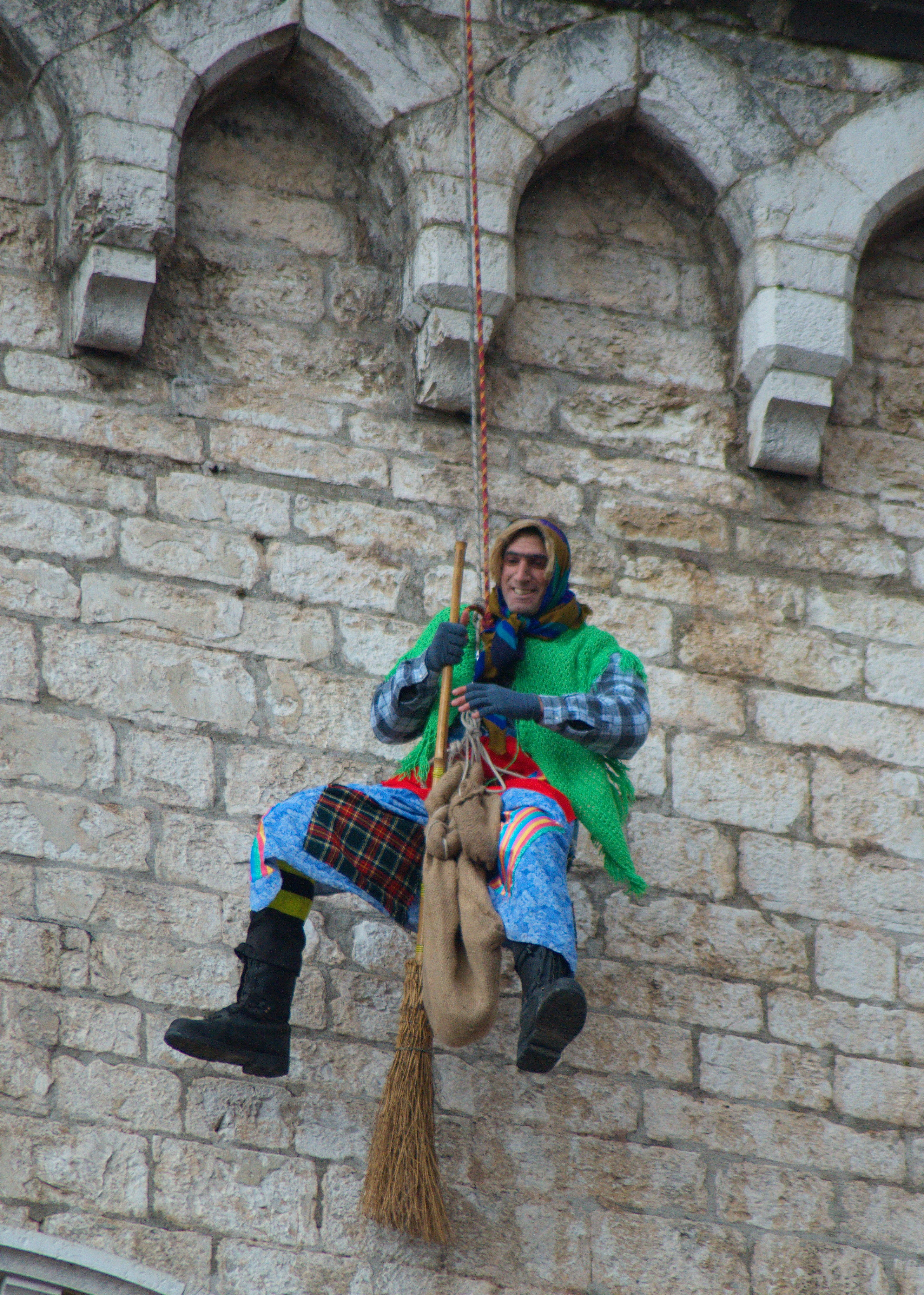
Een brandweerman in de kleding van La Befana daalt af van het Palazzo dei Consoli, 6 januari 2011

La Befana is een figuur uit de Italiaanse folklore. Ze brengt cadeautjes naar kinderen in Italië. Ze brengt de cadeautjes rond op 6 januari (Driekoningen), op een vergelijkbare manier als Sinterklaas en Piet of de Kerstman.
La Befana wordt gezien als een kerstheks of demon uit het volksgeloof, maar wordt tegenwoordig ook gezien als goede fee. Ze heeft veel overeenkomsten met Perchta en Vrouw Holle.
Goede kinderen krijgen snoep en stoute kinderen steenkool of donker snoep. Voordat ze gaat, veegt ze de vloer. Er wordt een glas wijn en een schaal met voedsel voor haar neer gezet. 
Meestal wordt ze geportretteerd als een oude vrouw op een bezemsteel. Ze draagt een sjaal en is met roet bedekt, omdat ze door de schoorsteen naar binnen komt. Ze lacht meestal en draagt een zak of mand met snoep en cadeautjes. Iedereen die La Befana ziet, krijgt een klap met haar bezemsteel omdat ze niet gezien wil worden.

## Legende
Volgens de legende is La Befana benaderd door de drie wijzen, een paar dagen voordat Jezus Christus geboren werd. Ze vroegen naar de route, maar deze wist zij ook niet. 's Nachts bleven de mannen slapen en ze vroegen haar om mee te gaan op hun reis. Ze sloeg dit aanbod af, maar bedacht zich later en ging op zoek. Maar ze kon de drie wijzen en Christus niet vinden en zoekt nu nog altijd. Alle goede kinderen krijgen op 6 januari snoep en de stoute kinderen krijgen kool of zakjes as van haar. 
Een andere legende vertelt dat La Befana een gewone vrouw was, die erg van haar kind hield. Haar zoon ging dood en ze werd gek van verdriet. Toen ze hoorde over de geboorte van Christus, ging ze naar hem toe in de waan dat het haar eigen zoon was. Ze ontmoet Jezus en geeft hem cadeautjes. De kleine Jezus is er blij mee en geeft een cadeau terug: La Befana wordt de moeder van alle kinderen in Italië. 

## Gedicht
La Befana vien di notte
Con le scarpe tutte rotte
Col vestito alla romana
Viva, Viva La Befana!
De Nederlandse vertaling is:
La Befana komt bij nacht
Op haar totaal versleten schoenen
Met Romeinse kleding aan
Lang Leve La Befana!
Een ander gedicht
Viene, viene la Befana
Vien dai monti a notte fonda
neve e gelo la circondan..
neve e gelo e tramontana!
Viene, viene la Befana
De Nederlandse vertaling is:
Daar komt, daar komt de Befana,
Uit de bergen in de nacht,
Sneeuw en kou zijn haar gezellen,
Sneeuw, de vorst, de noordenwind!
Daar komt, daar komt de Befana.

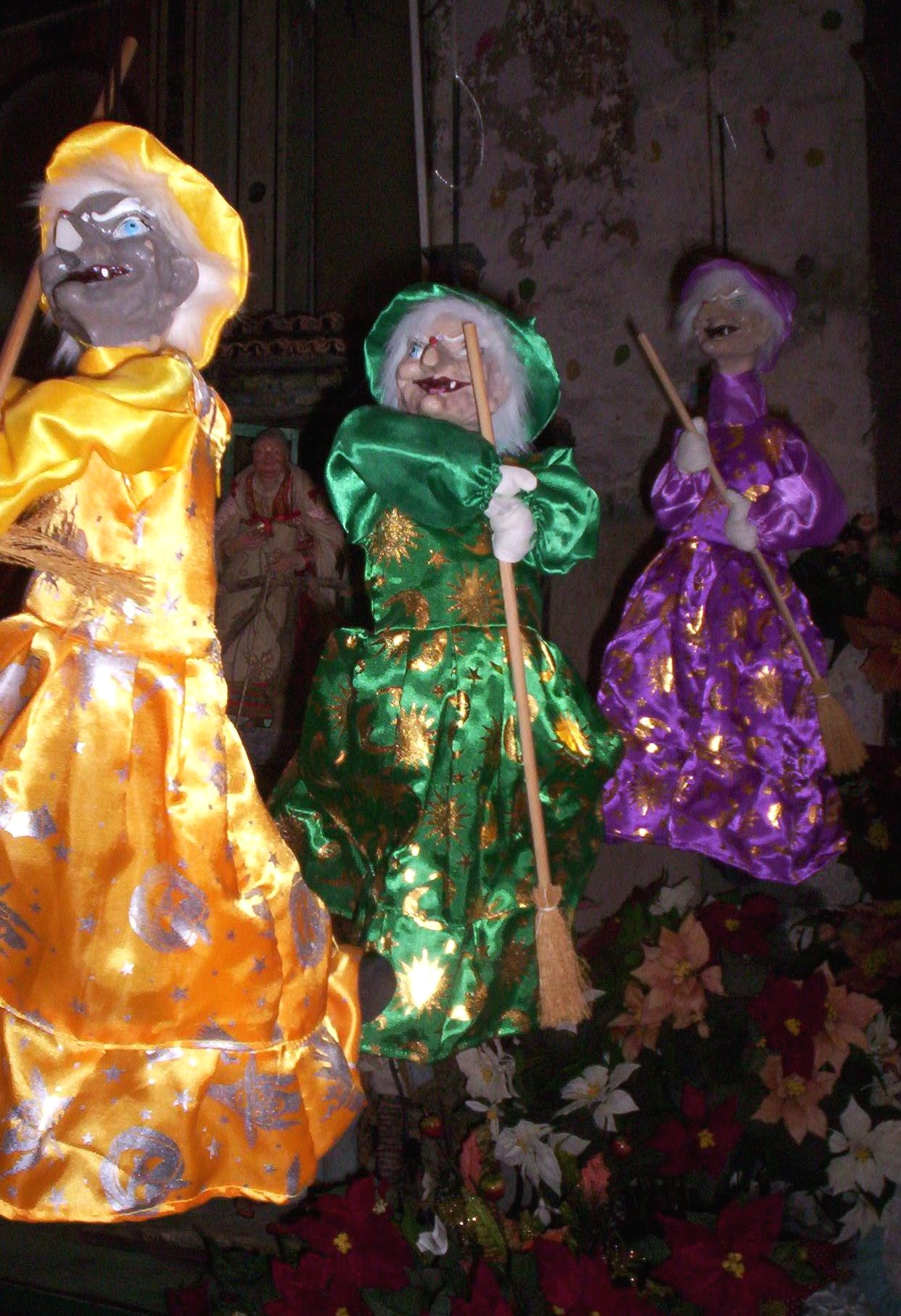
La Befana
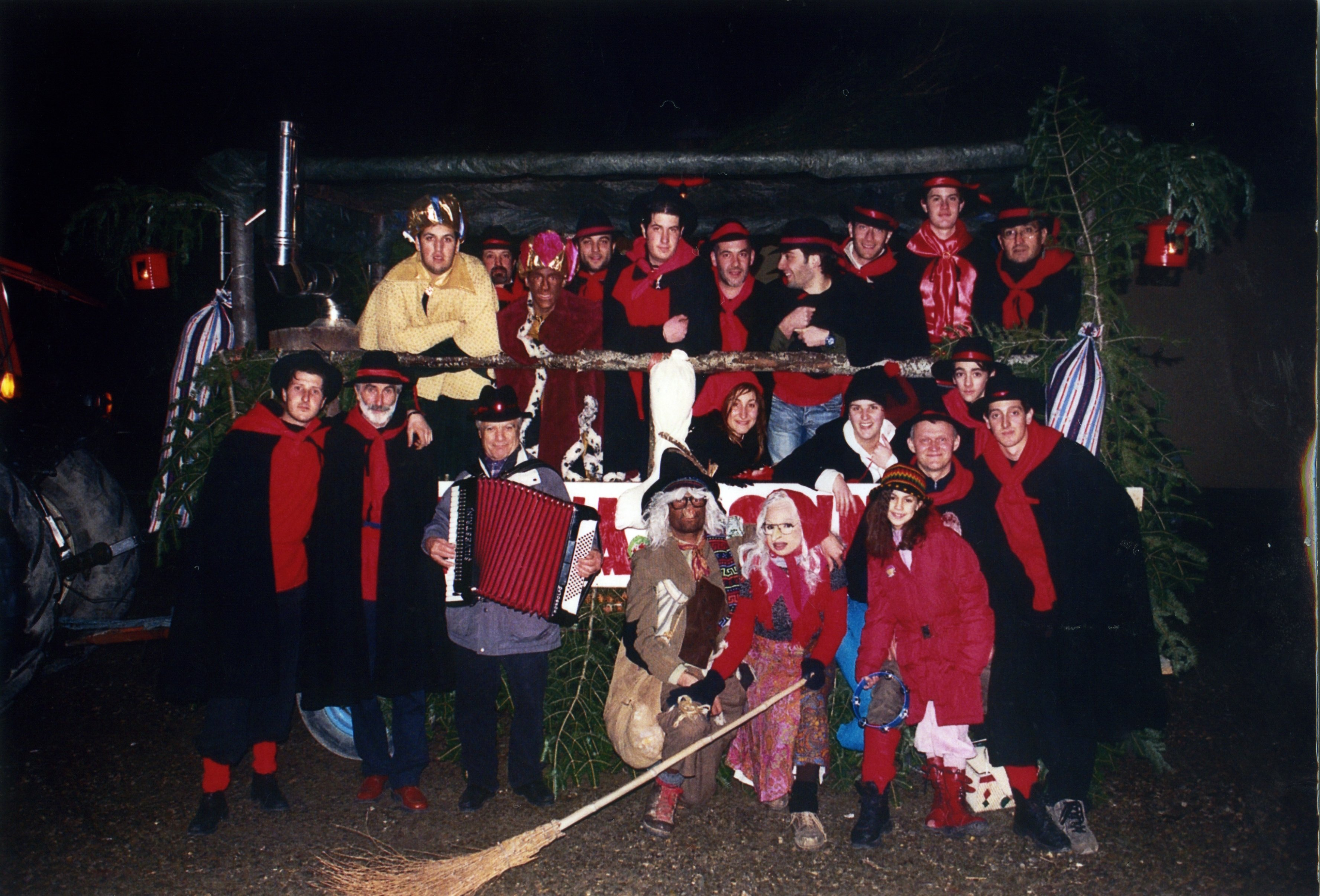
Viering van Befana
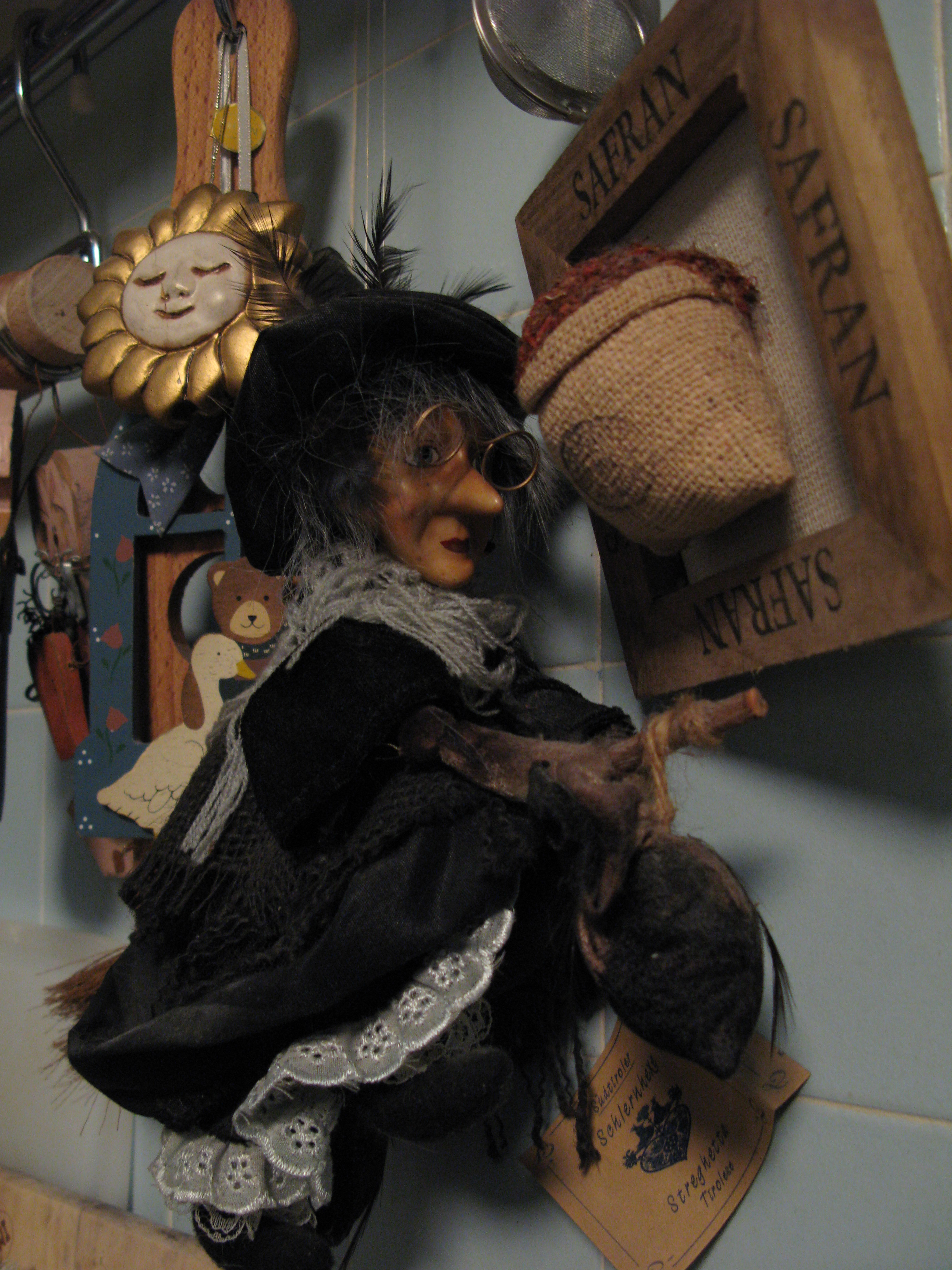
La Befana
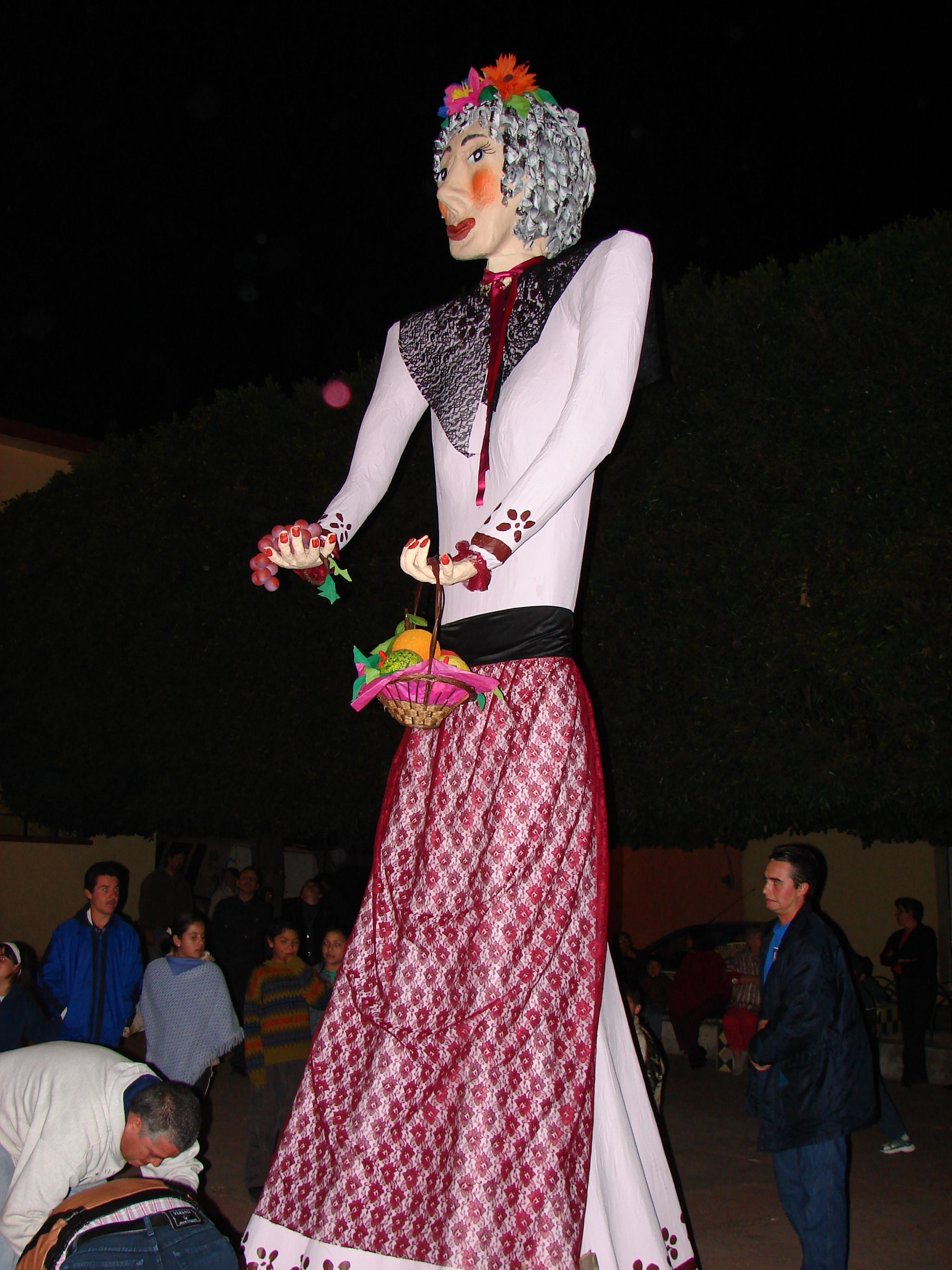
La Befana in Mexico, het gebruik is meegenomen door Italiaanse immigranten (5 januari 2008)
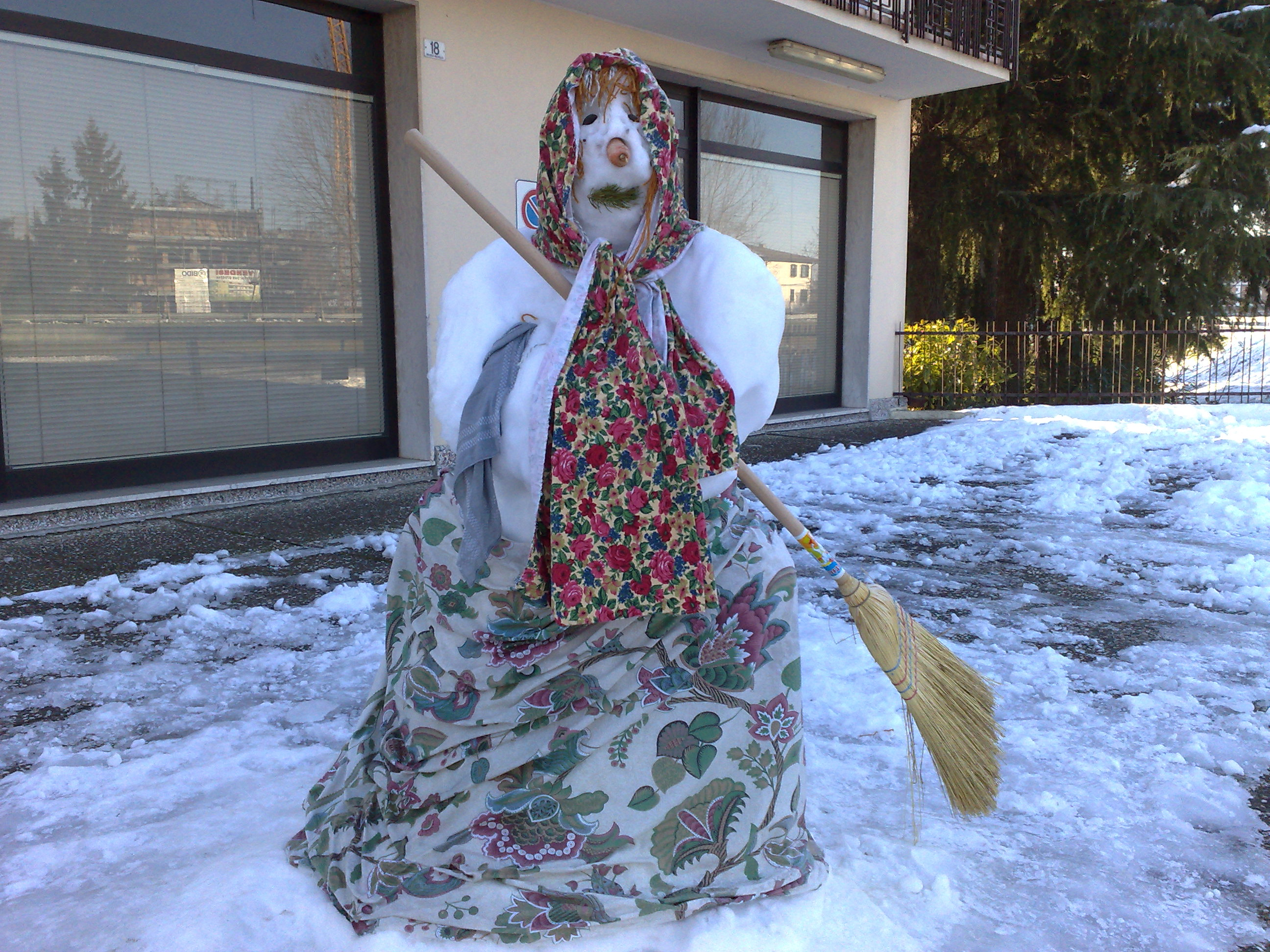
La Befana
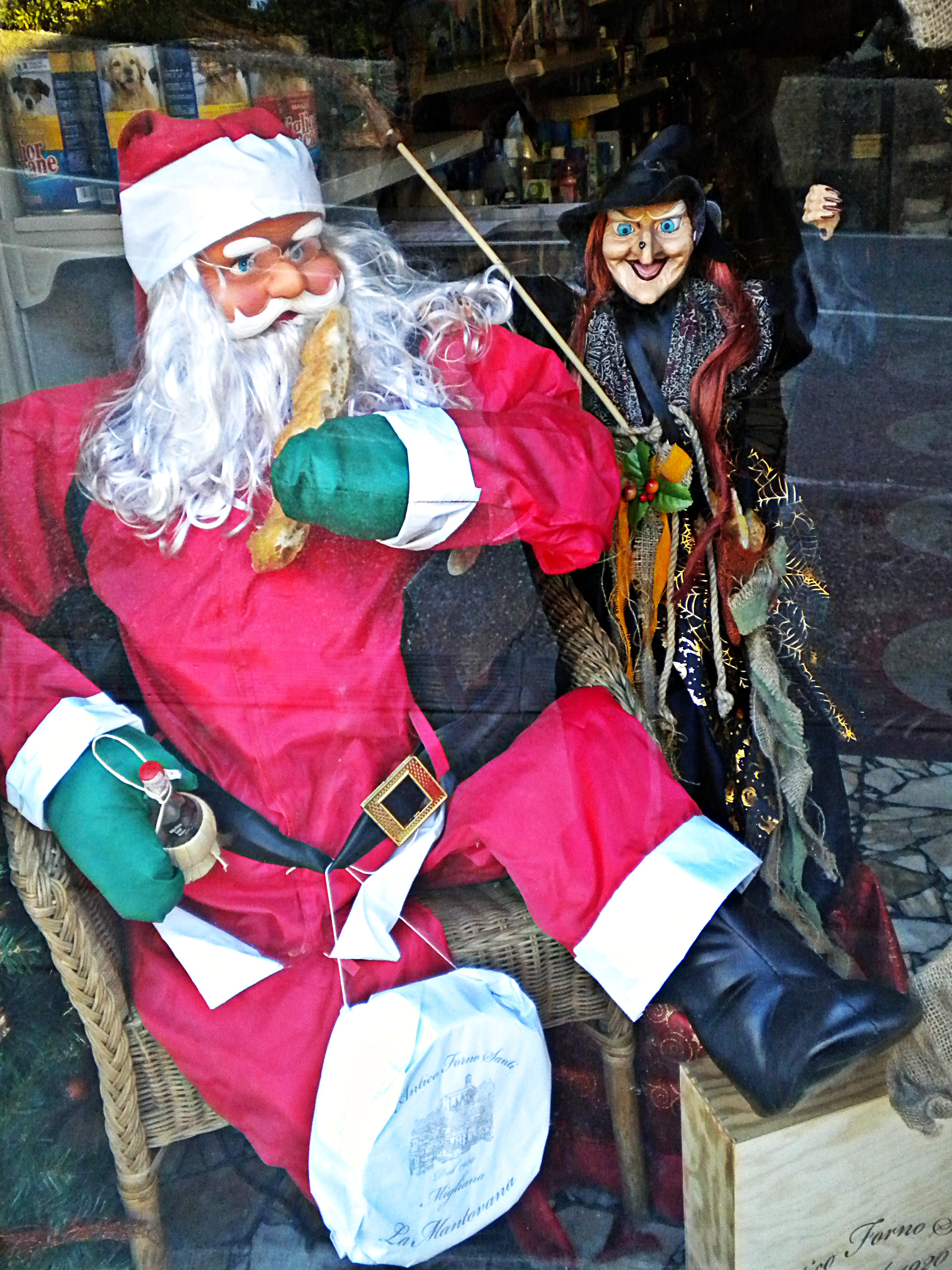
De kerstman en la Befana